# بوغات (بایان‌اولگی)
شهرستان بوغات (به زبان مغولی: Бугат сум، [Bugat sum]؛ ᠪᠤᠭᠤᠲᠤ ᠰᠤᠮᠤ، [buɣatu sumu])(به زبان قزاقی: Бұғат сұмыны، بۇعات سۇمىنى‎) یک شهرستان در مغولستان است که در استان بایان‌اولگی واقع شده‌است. بوغات ۲٬۰۴۹٫۱۰ کیلومتر مربع مساحت و ۴٬۱۹۵ نفر جمعیت دارد.

## تقسیمات اداری
شهرستان بوغات متشکل از ۵ قصبه (باغ) می‌باشد، شامل:
- اولان‌تولغوی (اولان‌تولاغای)
  - (مغولی: Улаан толгой баг، [Ulaan tolgoj bag]؛ ᠤᠯᠠᠭᠠᠨ ᠲᠣᠯᠤᠭᠠᠢ ᠪᠠᠭ، [ulaɣan toluɣai baɣ])
  - (قزاقی: Ұлан толағай бағы، ۇلان تولاعاي باعى‎)
- ایخ‌بولان
  - (مغولی: Их булан баг، [Ix bulan bag]؛ ᠶᠡᠬᠡ ᠪᠤᠯᠤᠩ ᠪᠠᠭ، [yeke buluŋ baɣ])
  - (قزاقی: Их бұлан бағы، يح بۇلان باعى‎)
- بوغا
  - (مغولی: Буга баг، [Buga bag]؛ ᠪᠣᠭᠣ ᠪᠠᠭ، [boɣo baɣ])
  - (قزاقی: Бұқа бағы، بۇقا باعى‎)
- خاتو (قات‌تی)
  - (مغولی: Хатуу баг، [Xatuu bag]؛ ᠬᠠᠲᠠᠭᠤ ᠪᠠᠭ، [qataɣu baɣ])
  - (قزاقی: Қатты бағы، قاتتى باعى‎)
- خاتو (قات‌تی)
  - (مغولی: Хатуу баг، [Xatuu bag]؛ ᠬᠠᠲᠠᠭᠤ ᠪᠠᠭ، [qataɣu baɣ])
  - (قزاقی: Қатты бағы، قاتتى باعى‎)
- چاغان‌آرال
  - (مغولی: Цагаан арал баг، [Cagaan aral bag]؛ ᠴᠠᠭᠠᠨ ᠠᠷᠠᠯ ᠪᠠᠭ، [čaɣan aral baɣ])
  - (قزاقی: Шаған арал бағы، شاعان ارال باعى‎)